# Navgarh
Navgarh, auch Siddharthnagar, ist eine Stadt im indischen Bundesstaat Uttar Pradesh.
Die Stadt ist Hauptort des Distrikts Siddharthnagar. Navgarh liegt ca. 270 km nordwestlich von Lucknow. Navgarh hat den Status eines Nagar Palika Parishad. Die Stadt ist in 25 Wards gegliedert. Navgarh hatte am Stichtag der Volkszählung 2011 25.422 Einwohner, von denen 13.064 Männer und 12.358 Frauen waren.